# Шлајтдорф
Шлајтдорф (њем. Schlaitdorf) општина је у њемачкој савезној држави Баден-Виртемберг. Једно је од 44 општинска средишта округа Еслинген. Према процјени из 2010. у општини је живјело 1.758 становника. Посједује регионалну шифру (AGS) 8116063.

## Географски и демографски подаци
Шлајтдорф се налази у савезној држави Баден-Виртемберг у округу Еслинген. Општина се налази на надморској висини од 401 метра. Површина општине износи 7,3 km². У самом мјесту је, према процјени из 2010. године, живјело 1.758 становника. Просјечна густина становништва износи 240 становника/km².